# Hanfried (Denkmal)

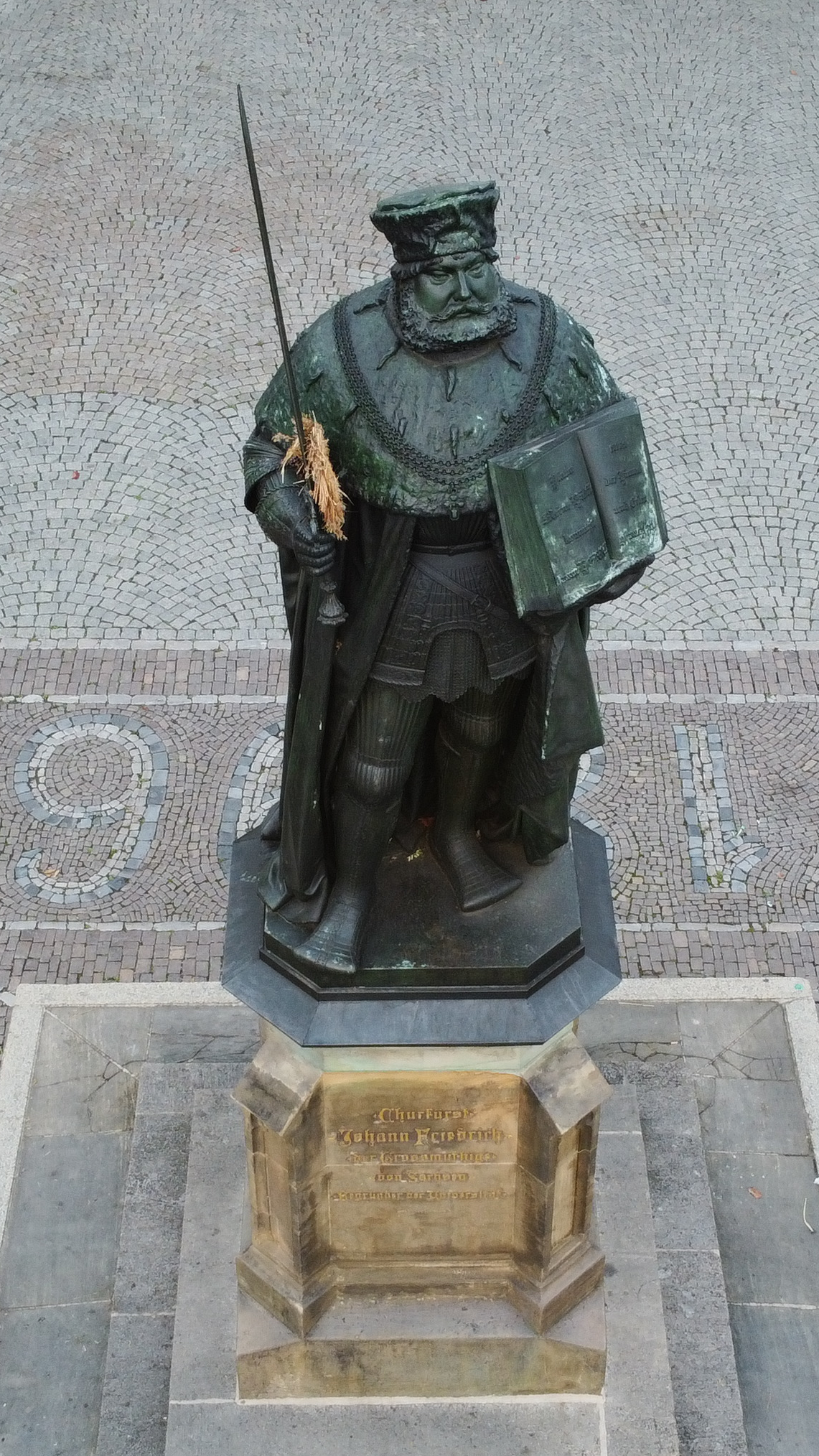
Hanfried aus der Luft, 2022

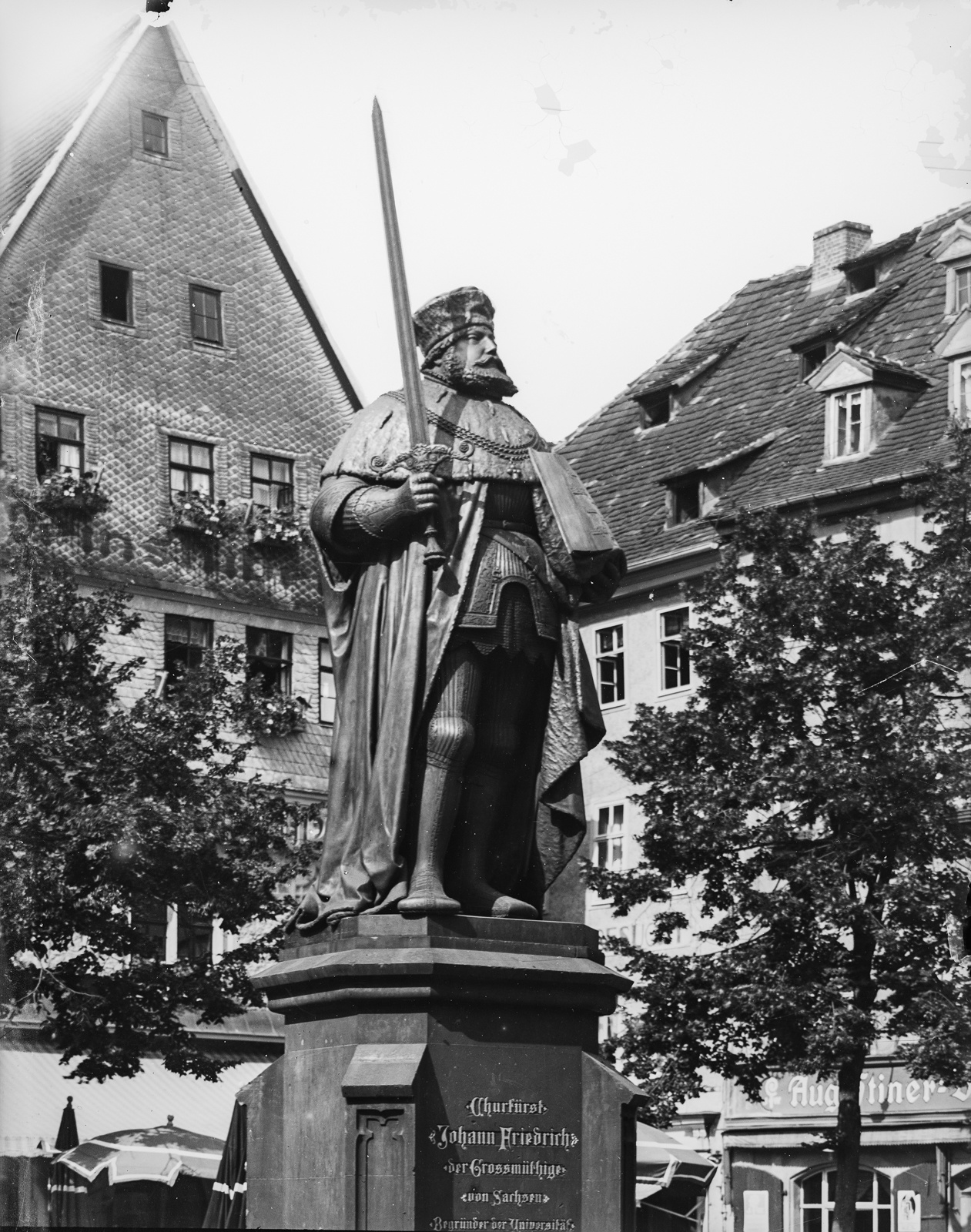
Das Denkmal um 1925

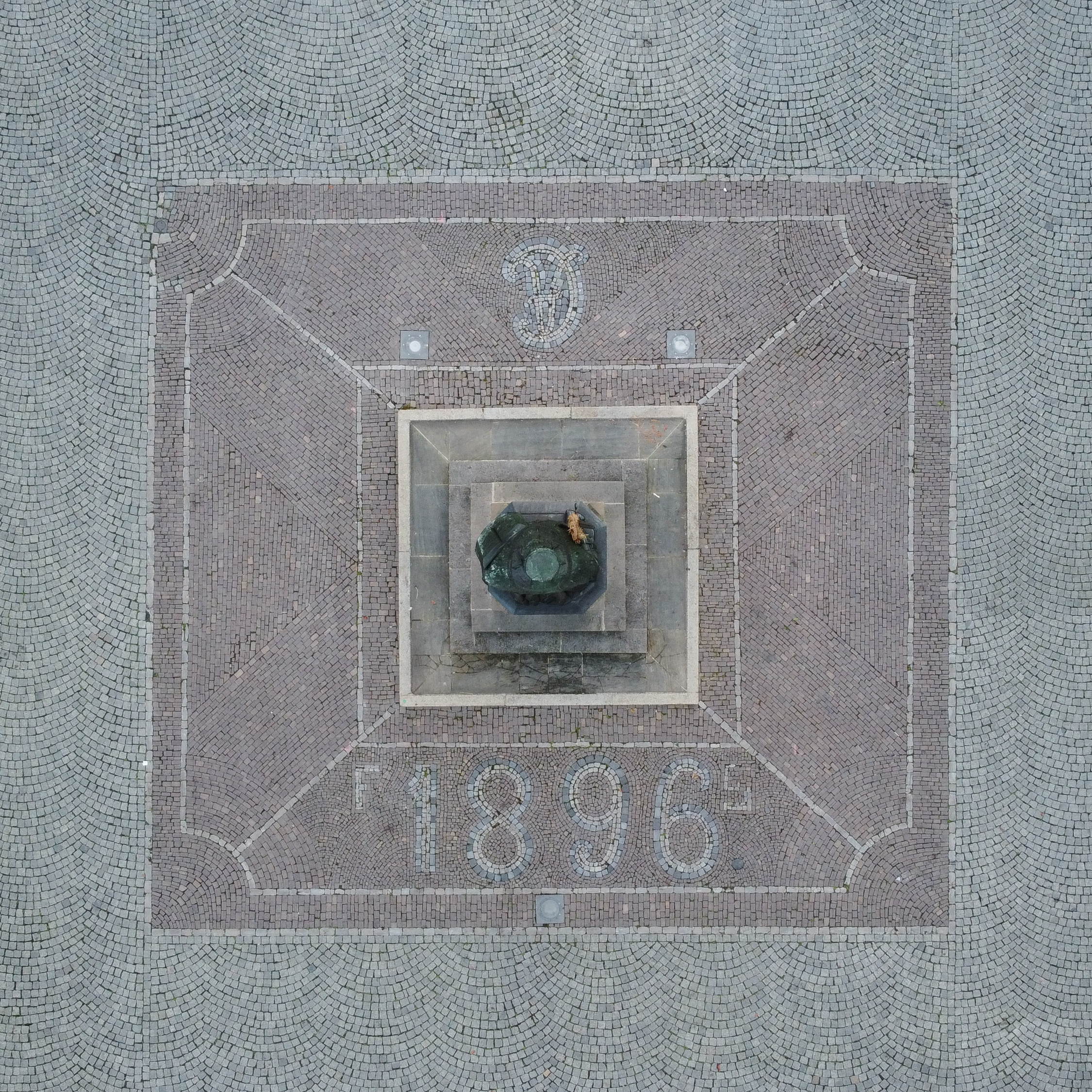
Pflasterung um das Denkmal, 2022

Der Hanfried ist eine Bronzefigur auf dem Markt in Jena zum Gedenken an Johann Friedrich I. von Sachsen, dem Begründer der Universität der Stadt. Das Monument wurde anlässlich der 300-Jahr-Feier der Universität am 18. August 1858 enthüllt.
Nachdem die Ernestiner im Jahr 1547 nach dem Ende des Schmalkaldischen Krieges die Landesuniversität in Wittenberg verloren hatten, veranlasste Johann Friedrich I. die Gründung einer „Hohen Schule“ in Jena, die dann 1557 zu einer Universität erhoben und im Jahr darauf eröffnet wurde.
Im Jahr 1852 wurde dann auf Initiative des Kaufmannes Johann Christian Friedrich Carl und Mitgliedern des „Vereins für Thüringische Geschichte und Altertumskunde“ ein Komitee ins Leben gerufen mit dem Ziel, ein Denkmal zu Ehren des Gründers der Universität zu errichten. Karl Julius Moritz Seebeck, Kurator der Universität, übernahm die Leitung des Komitees, das Finanzierung, Auswahl des Künstlers sowie den Aufstellungsort des Denkmals organisierte.
Der Bildhauer Friedrich Drake erstellte den künstlerischen Entwurf. Die Herstellung des Bronzegusses erfolgte in der Kunst- und Glockengießerei Lauchhammer. Das Denkmal kostete 12.000 Reichstaler, die durch Spenden von Jenaer Bürgern, ehemaligen Studenten, Mitgliedern von protestantischen Fürstenhäusern sowie von dem preußischen König Friedrich Wilhelm IV. zusammenkamen.
Die auf einem Piedestal stehende Figur ist mit kurfürstlichem Ornat wie Hermelinskappe, Hermelinsmantel und einer dreireihigen Kette mit Anhänger ausgestattet. In der rechten Hand hält die Figur ein Schwert in die Höhe. In der linken Hand befindet sich eine aufgeschlagene Bibel mit einer Inschrift aus Psalm 121, Vers 2: „Meine Hilfe kommt vom Herrn, der Himmel und Erde gemacht hat“.
Die Bezeichnung Hanfried entstand aus dem Namen des Kurfürsten  JoHAN FRIEDrich und durch einen Studentenscherz.